# فايز زناد
فايز زناد، من مواليد 23 يوليو 1951 في المنستير في تونس، هو أستاذ استشفائي جامعي تونسي فرنسي متخصص في أمراض القلب و الصيدلة السريرية و خريج جامعة نانسي. يعتبر فايز زناد من أهم علماء أمراض القلب في العالم خصوصا من أجل أبحاثه حول تأثير السبيرونولاكتون على القلب كما يعد من أهم مستشاري المخابر الدوائية العالمية ومؤسسات أبحاث أمراض القلب في القرن العشرين. خلال حياته المهنية، تم تكريمه مع جائزة المركز الوطني الفرنسي للبحث العلمي للعلماء الشباب في الصيدلة السريرية (1981) وجائزة بول نيومان في الصيدلة السريرية (1983).